# Pseudomys desertor
Pseudomys desertor є видом гризунів родини Muridae. Це ендемік Австралії.

## Морфологічна характеристика
Це дрібний гризун із довжиною голови й тулуба від 70 до 105 мм, довжиною хвоста від 70 до 105 мм, довжиною стопи від 20 до 22 мм, довжиною вуха від 11,0 до 14 мм і вагою до 30 грамів. Хутро довге. Верх яскраво-коричневий. Вуха пропорційно короткі. Навколо очей жовто-оранжеві кільця. Черевні частини світло-сірі. Хвіст такий же завдовжки, як голова й тулуб, коричневий зверху і білий знизу.

## Поведінка
Це частково денний і одиночний вид. Він будує лігва і тунелі на землі. Чисельність особин значно змінюється при наявності опадів. Це дуже часто після сильних дощів. Харчується частинами рослин і насінням.